# 禁止原子弹氢弹世界大会

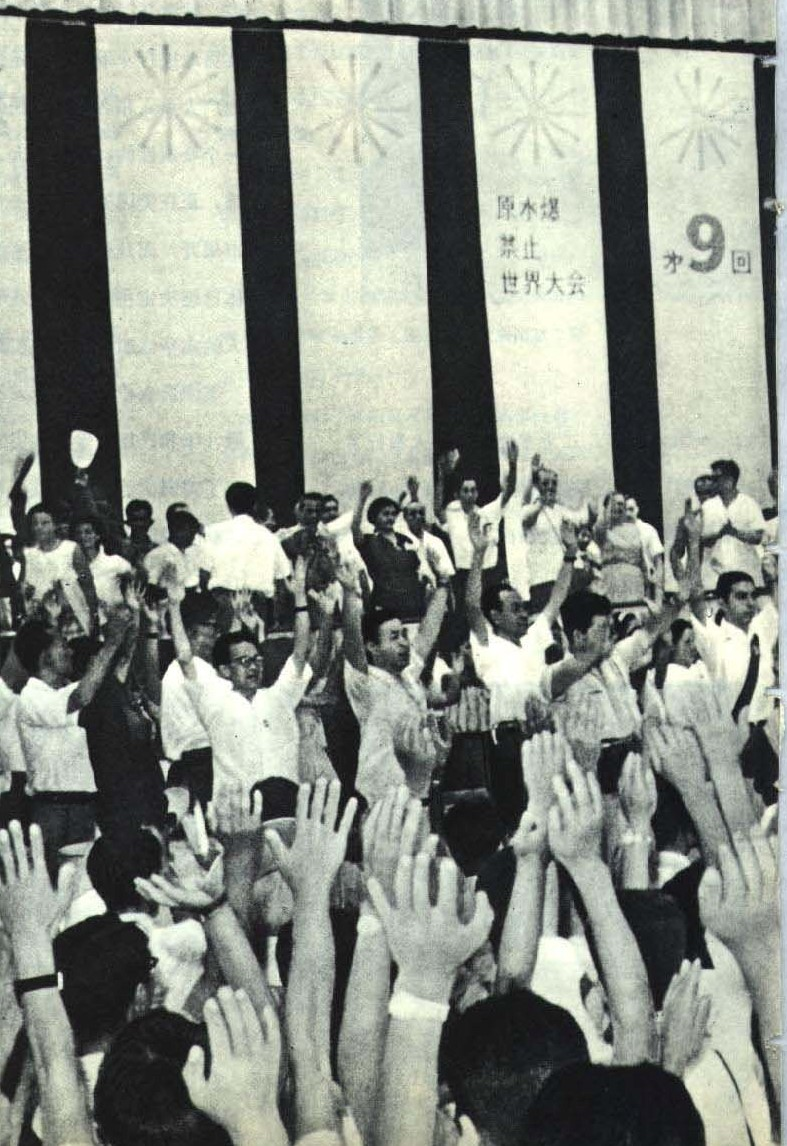
1963年在日本广岛召开的第9届禁止原子弹氢弹世界大会

禁止原子弹氢弹世界大会（日语：原水爆禁止世界大会）是原水爆禁止日本協議會（简称，也译作「日本禁止原子弹氢弹协議会」或「日本反对原子弹和氢弹委员会」）、原水爆禁止日本國民會議（简称）等多个组织主办的反战、反核会议，自1955年8月起每年举办一届。
因禁止原子弹氢弹日本协议会支持社会主义国家拥核，反对所有国家拥有核武器的派别分裂出来，成立禁止原子彈氫彈日本國民會議，并各自主办自己的禁止原子弹氢弹世界大会，但也曾在1978－1985年合办数次会议。

## 背景
1945年8月6日及9日，美军在日本广岛和长崎投下两枚原子弹，让这两个城市成为人间地狱，大约有21万人丧生。美国在战后对原爆实施了严格的新闻审查，导致日本和美国各界及世界各国难以了解实际情况。
1954年3月1日，美军在比基尼环礁进行核试验，導致在附近海域作業的上百艘漁船及2萬餘居民遭受嚴重的輻射中毒，該島被夷為平地並留下直徑1.2英里的大洞，亦導致第五福龍丸事件的發生。
因比基尼事件，广岛和长崎原爆造成的破坏也再次受到关注。安井郁以此事为契机，成立了反核運動组织，在日本全国各地收集到近二千万份要求禁止原子弹和氢弹的签名。安井郁等组织者向全世界的和平人士发出了召开禁止原子弹氢弹世界大会的邀请。

## 首届

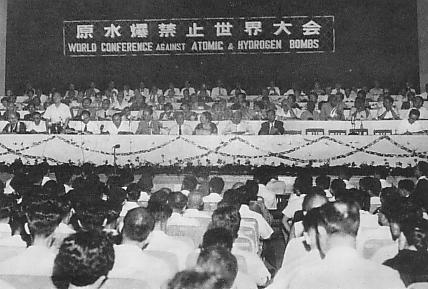
第一届禁止原子弹氢弹世界大会

### 会议流程
1955年8月6日上午8时举行了广岛市原子弹爆炸事件遇难者追悼会，广岛市市长渡边忠雄在追悼仪式上发表了“不许广岛悲剧重演”的和平宣言。10时，第一届禁止原子弹氢弹世界大会在广岛和平纪念公园广岛公会堂正式开幕，来自多个国家的和平组织代表参与了会议并作发言。
8月7日，大会举行了分组会议；8日，大会举行全体会议，通过了呼吁全世界人民反对核武器的决议和宣言，反对日本的核武装，并要求美国设在广岛的委员会撤走，以及呼吁为原子弹受害者募捐，并要求立法保障原子病患者的权利；之后数日，大会参与者共同考察了广岛和长崎的受害状况；15日，大会在东京体育会馆闭幕。

### 国际参与
参加会议首日议程的外国代表共有21人，来自美国、法国、意大利、印度、印度尼西亚、波兰和朝鲜等十余国，另有中华人民共和国和苏联等多个社会主义国家被拒绝入境，后经交涉，日本政府在6日下午准许他们入境。中国代表团团长为刘宁一，另一位著名代表团成员是作家冰心，一行共7人于9日下午抵达东京。最终共有35名外国代表参与。
日本禁止原子弹和氢弹签名运动全国协议会事务局长安井郁在会上宣布全世界参与签名的人数已经超过了六亿。

## 后续届次
在首届大会的推动下，禁止原子弹氢弹日本协议会于9月19日成立。
1956年8月在长崎市举行了第二届禁止原子弹氢弹世界大会，安井郁担任大会实行委员会秘书长。
1959年，第5届大会遭到日本右翼团体的骚扰，与会人员与其发生了冲突，导致10余人受伤。
1962年，第八届大会中发生了内讧，日本社会党主张反对所有国家的核试验，包括苏联，而日本共产党则只强调将美帝国主义赶出日本和全亚洲，不反对社会主义国家发展核武器，这导致禁止原子弹氢弹日本协议会的工作陷入停顿，安井郁带领常任理事会总辞。

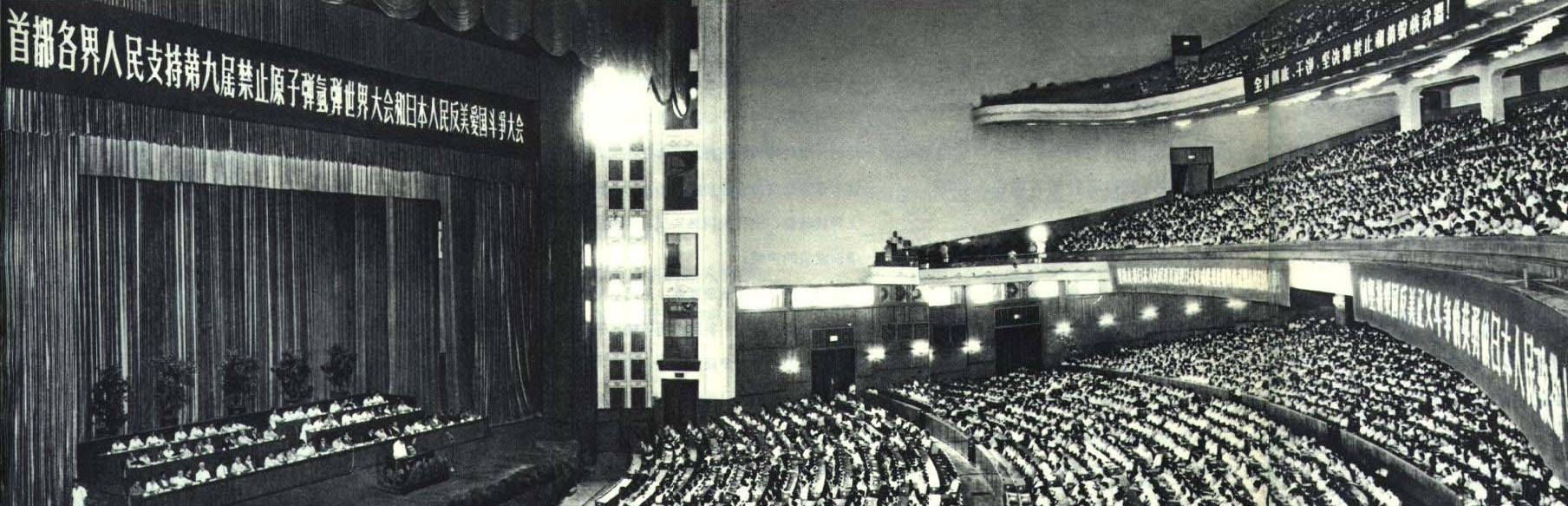
1963年8月，中华人民共和国支持在日本广岛举行的第九届禁止原子弹氢弹世界大会，同时派出了以赵朴初为团长的代表团前往日本参会。但次年10月，中国大陆即爆炸第一颗原子弹，日本官房长官发表声明称：“共产党中国径行爆炸它的第一个核装置，这是极其令人遗憾的，它完全忽视了全人类的真诚祈祷。”

因以上分歧，反对所有国家的核试验的派别自禁止原子弹氢弹日本协议会分裂出来，成立了禁止原子弹氢弹日本国民会议，并各自主办自己的禁止原子弹氢弹世界大会。:134
1964年8月22日，部分参加第十届大会的代表在会后访华，受到毛泽东接见，毛泽东在接见时表示中国反对用原子弹来杀人，但将来可能生产少量的原子弹，只用于防御，并提到中国只参加了两个会议中的一个。毛泽东还与代表们讨论了修正主义、巴以冲突、美国的种族问题及非洲局势等问题。
1966年，参加第十二届大会的中国代表团团长刘宁一再次被日本政府拒绝入境，大部分代表团成员虽然成功入境日本，但被会议主办方拒之门外。来自英国、澳大利亚、新西兰、法国、比利时等国的代表开会讨论这一问题，他们猜测主要原因是中苏交恶，会议主办方与日本共产党关系密切，而日本共产党则在中苏之间倾向苏联。
1978-1985年，两个组织合办了数次会议。:186
2011年7月31日，大会首次在福岛市举行，主办方为禁止原子弹氢弹日本国民会议，并以「去核電化」为主题。
2020年，受2019冠状病毒病疫情影响，会议改为线上进行，该次会议由以上两个组织及日本原水爆被害者团体协议会共同主办。